# Velîkîi Jîtîn
Velîkîi Jîtîn (în ucraineană Великий Житин) este localitatea de reședință a comunei Velîkîi Jîtîn din raionul Rivne, regiunea Rivne, Ucraina.

## Demografie
Componența lingvistică a localității Velîkîi Jîtîn
     Ucraineană (99,19%)
     Alte limbi (0,65%)
Conform recensământului din 2001, majoritatea populației localității Velîkîi Jîtîn era vorbitoare de ucraineană (99,19%), existând în minoritate și vorbitori de alte limbi.